# Qualificazioni alla Coppa del Mondo di rugby 2023 - Europa
Le qualificazioni europee alla Coppa del Mondo di rugby 2023 si tennero tra il 2021 e il 2022 e riguardarono 6 squadre nazionali (poi ridotte a 5) europee che dovettero esprimere due qualificate direttamente alla Coppa e destinarne un’altra ai ripescaggi.
Alla Coppa del Mondo di rugby 2023 furono ammesse di diritto le dodici migliori squadre dell’edizione del 2019 (ovvero le prime tre classificate di ognuno dei quattro gironi della fase iniziale del torneo); per quanto riguarda le squadre europee tutto il Sei Nazioni era automaticamente ammesso; a causa dell'insorgenza della pandemia di COVID-19 che si abbatté sull'Europa tra il tardo inverno e la primavera del 2000, tutte le attività sportive furono sospese, rinviate o annullate; nel 2021 si decise quindi di rinunciare alla consueta trafila triennale in cui anche le squadre della terza divisione avevano il diritto di competere alla qualificazione, e fu limitato l'ambito di competizione alle sole sei squadre delle edizioni di campionato europeo 2020-21 e 2021-22.
Nel corso delle qualificazioni le candidate si ridussero da sei a cinque perché la Russia, a seguito dell'aggressione militare dell'Ucraina, fu sospesa da Rugby Europe e squalificata da qualsiasi manifestazione, di club e internazionale.
A seguire, la federazione spagnola, la cui squadra aveva guadagnato la qualificazione, fu penalizzata di dieci punti per avere schierato, in due incontri, un giocatore sudafricano non ancora idoneo per via del mancato rispetto delle regole di residenza nel Paese di elezione.
Per effetto di ciò, le squadre direttamente ammesse alla competizione furono Georgia e Romania, mentre invece il Portogallo andò ai ripescaggi.

## Criteri di qualificazione
Per stabilire le tre squadre (2 qualificate, una ai ripescaggi), il regolamento stabilì di prendere in esame la classifica combinata delle due edizioni consecutive di campionato europeo 2020-21 (il cui calendario originariamente corrispondeva a quello del Sei Nazioni 2021 ma che, per rinvii dovuti alle norme sanitarie emanate al fine di contrastare la pandemia di COVID-19, fu allungato fino a novembre) e 2021-22 (che altresì tornò al calendario normale).
Le migliori due classificate al termine della classifica combinata presero parte al campionato mondiale come Europa 1 ed Europa 2; la terza fu invece destinata ai ripescaggi.

## Schema di qualificazione
| Primo turno                                                                                 | Secondo turno                                                                               | Qualificate                                                                         | Ripescaggi                                |
| ------------------------------------------------------------------------------------------- | ------------------------------------------------------------------------------------------- | ----------------------------------------------------------------------------------- | ----------------------------------------- |
| Campionato europeo 2020-21 - Georgia - Paesi Bassi - Portogallo - Romania - Russia - Spagna | Campionato europeo 2021-22 - Georgia - Paesi Bassi - Portogallo - Romania - Russia - Spagna | - 1ª classifica combinata 2020-21/2021-22 - 2ª classifica combinata 2020-21/2021-22 | - 3ª classifica combinata 2020-21/2021-22 |

## Secondo turno

### Classifica combinata dei campionati europei 2020-21 e 2021-22
| Pos | Squadra     | G  | V | N | P | PF  | PS  | DP   | BMP | Pt |
| --- | ----------- | -- | - | - | - | --- | --- | ---- | --- | -- |
| 1   | Georgia     | 10 | 9 | 1 | 0 | 153 | 73  | +80  | 6   | 44 |
| 2   | Romania     | 10 | 6 | 0 | 4 | 136 | 104 | +32  | 4   | 28 |
| 3   | Portogallo  | 10 | 5 | 1 | 4 | 196 | 139 | +57  | 4   | 26 |
| 4   | Spagna      | 10 | 6 | 0 | 4 | 164 | 109 | +55  | −5  | 19 |
| 5   | Paesi Bassi | 10 | 1 | 0 | 9 | 97  | 142 | −45  | 0   | 4  |
| 6   | Russia      | 10 | 2 | 0 | 8 | 73  | 252 | −179 | 2   | 10 |

### Esito del secondo turno
- Georgia: qualificata alla Coppa del Mondo come prima squadra europea
- Romania: qualificata alla Coppa del Mondo come seconda squadra europea
- Portogallo: ai ripescaggi

## Quadro generale delle qualificazioni
| Primo turno                                                                                 | Secondo turno                                                                               | Qualificate         | Ripescaggi   |
| ------------------------------------------------------------------------------------------- | ------------------------------------------------------------------------------------------- | ------------------- | ------------ |
| Campionato europeo 2020-21 - Georgia - Paesi Bassi - Portogallo - Romania - Russia - Spagna | Campionato europeo 2021-22 - Georgia - Paesi Bassi - Portogallo - Romania - Russia - Spagna | - Georgia - Romania | - Portogallo |